# Airton Diogo
Airton Diogo, conhecido também pelo apelido de Paraguaio (Corumbá, 23 de novembro de 1929 – Campinas, 28 de junho de 2005) foi um treinador e futebolista brasileiro, que atuava como atacante.
Recebeu o apelido de "Paraguaio", por ter nascido na fronteira com o Paraguai.

## Carreira

### Jogador
Natural de Corumbá, Aírton iniciou sua carreira no Corumbaense FC em 1947 e se transferiu para o Fluminense, onde atuou no juvenil e nos profissionais em 1949. Quando começou a jogar futebol, Aírton atuava de centroavante.
Nos anos seguintes jogou pelo EC Pelotas, onde foi Campeão Citadino e Campeão Regional em 1951 e em 1951 e 1952 foi artilheiro no clube no Campeonato Gaúcho, do qual foi vice-campeão em 51.
Devido ao seu bom desempenho, foi contratado pelo Internacional em 1953. Estreou no clube em 6 de fevereiro daquele ano, num empate em 1 x 1 com o Chacarita Juniors da Argentina, no Estádio dos Eucaliptos. Sua última partida pelo Inter foi em 14 de novembro de 1954, em uma vitória por 2 x 1 sobre o Nacional de Porto Alegre. Com a camisa do Inter, jogou 54 partidas, marcou 33 gols e foi Campeão Gaúcho e Campeão Metropolitano em 1953, campeão do Torneio Régis Pacheco (Bahia) em 1953, e do Torneio Extra de Porto Alegre em 1954.
Em novembro de 1954, se transferiu para a Portuguesa de Desportos, onde foi novamente campeão, dessa vez do Torneio Rio-São Paulo em 1955.
Defendeu a Ponte Preta nas temporadas seguintes, onde marcou vários gols no Campeonato Paulista, sendo vice-artilheiro do Paulistão de 1956 com 19 gols, um atrás de Pelé e um à frente de Mazzola.
Em 1958, no Náutico, foi campeão estadual e artilheiro da competição e fez parte da seleção pernambucana.
Teve uma breve passagem pelo São Paulo em 1959, atuando em sete jogos entre outubro e novembro daquele ano.
Passou depois pelo Santos, fazendo parte do elenco campeão estadual de 1960.
Aírton ainda atuou novamente por Pelotas, em 1962. Ao todo, marcou mais de 80 gols com a camisa do Pelotas, sendo considerado um dos maiores jogadores do "Lobão" de todos os tempos.
Atuou pela Ponte Preta em 1963, seu último clube no Brasil, onde em duas passagens jogou 133 jogos e marcou 75 gols.
No exterior jogou na Argentina, Canadá e México (onde encerrou a carreira).

### Treinador
Em 1968, comandou a equipe do Trespontano campeã invicta do Torneio Sul Mineiro.
Entre 1971 e 1972, dirigiu o Dom Bosco.
Em 1974, chegou a dirigir a Seleção do Estado do Mato Grosso.
Foi treinador da Ponte Preta e Pelotas.
Em 1977, dirigiu o Velo Clube.
Dirigiu a Inter de Limeira entre 1977 e 1978. No clube, iniciou o trabalho que iria culminar no título do Campeonato Paulista da Série A2 de 1978, que foi terminado por Ilzo Neri. Ao todo, dirigiu a Inter em 37 jogos, com 20 vitórias, 10 empates e 7 derrotas.
Em 1981, dirigiu a Caldense, por onde já havia passado entre 1972 e 1973 e retornou em 1984.
Em 1984, dirigiu o Grêmio Esportivo Sãocarlense.

## Títulos

### Jogador
Pelotas
- Campeonato Citadino de Pelotas: 1951
- Campeonato Gaúcho - Região Litoral: 1951
- Campeonato do Interior Gaúcho: 1951

Internacional
- Campeonato Gaúcho: 1953
- Campeonato Citadino de Porto Alegre: 1953
- Torneio Régis Pacheco (Quadrangular de Salvador): 1953
- Torneio Extra de Porto Alegre: 1954

Portuguesa
- Torneio Rio-São Paulo: 1955

Santos
- Campeonato Paulista: 1960